# Silvano Barba González
Silvano Barba González (Valle de Guadalupe, Jalisco; 29 de noviembre de 1895-Ciudad de México, 14 de diciembre de 1967) fue un político y abogado mexicano, miembro del Partido Revolucionario Institucional. 

## Biografía
Fue rector interino de la Universidad de Guadalajara de 1928 a 1929, diputado del Congreso del Estado de Jalisco de 1921 a 1923 en la XXVII Legislatura, gobernador interino de Jalisco de 1926 a 1927, secretario de Gobernación de 1935 a 1936 durante la presidencia de Lázaro Cárdenas, gobernador constitucional del Estado de Jalisco de 1939 a 1943, senador de la República de 1952 a 1958 en la XLII y XLIII Legislatura, y asesor del presidente Gustavo Díaz Ordaz de 1965 a 1967.
Fue quien mando hacer los reconocidos "Arcos de Guadalajara" (la cual era la entrada hacia la ciudad de Guadalajara).[cita requerida]